# Hatefiles
Hatefiles, es el primer álbum recopilatorio de la banda de metal industrial Fear Factory. Fue publicado el 7 de abril de 2003 por Roadrunner Records.

## Antecedentes
El director de A&R de Roadrunner Records, Monte Conner, publicó lo siguiente sobre el lanzamiento de Hatefiles de Fear Factory:
"Este álbum es estrictamente para ti, el fanático acérrimo de Fear Factory. Contiene todo lo que necesitas para completar tu colección, desde canciones inéditas hasta aquellas que son simplemente raras, difíciles de encontrar o eliminadas. Representa ambos lados de la banda, desde el metal futurista de alta tecnología que los hizo famosos hasta remixes aventureros que a menudo lanzaban para aquellos fanáticos que estaban interesados.
Exceptuando el material en vivo, Hatefiles prácticamente ha vaciado las bóvedas de FF. No es una recopilación improvisada que se armó rápidamente sin planificación ni consideración por la calidad: la fuerza de la música se hará evidente al instante a medida que avance en las primeras pistas. Se proporcionan notas detalladas sobre muchas canciones, que cuentan la historia de cómo y por qué surgieron.
Supervisar esta compilación fue una verdadera labor de amor, ya que sigo siendo un gran fan de FF. Cuando era adolescente y crecí adorando bandas como Black Sabbath, Deep Purple y Aerosmith, habría vendido mi alma para tener en mis manos un álbum exclusivo para fans como este. Es por eso que siento tanta alegría y orgullo de traer esto para todos vosotros... y para mí mismo".

## Recepción de la crítica
Los grupos de baile parecen tener una fuente inagotable de remixes a su disposición, rara vez bandas de heavy metal. Pero no si eres Fear Factory. Debido a la afición de la banda por los sonidos industriales que a menudo rayan en lo "apto para la pista de baile", no debería ser una sorpresa, ya que la compilación de Hatefiles ata todos los cabos sueltos, recopilando remixes, demos y temas poco escuchados. Entre los mejores se encuentran los temas originales 'Terminate' y 'Demolition Racer' (que anteriormente se revolcaban en el mundo de las bandas sonoras), una versión demo del favorito de Digimortal 'Dark Bodies' y un tema instrumental contundente, 'Machine Debaser'. Es la sobreabundancia de remixes sin sentido lo que hará que Hatefiles solo sea de interés para los fanáticos incondicionales, a excepción de un 'Numanoid Mix' de 'Cars', que pone la voz de Gary Numan más en primer plano. Estos recopilatorios suelen hacerse una vez que una banda se separa, y en 2003, muchos asumieron que Fear Factory había terminado (debido a la salida del guitarrista y cofundador Dino Cazares). Poco después del lanzamiento de Hatefiles, se anunció que Fear Factory continuaría sin Cazares, y hace que el momento de la llegada de Hatefiles sea un poco desconcertante.

## Lista de canciones
| N.º | Título                                                                                           | Duración |  |
| 1.  | «Terminate» (Mix de Rick Will)                                                                   | 4:06     |  |
| 2.  | «Frequency» (Mix de Dino Cazares, Mike Plotnikoff)                                               | 3:00     |  |
| 3.  | «Demolition Racer» (Mix de Greg Reely)                                                           | 0:50     |  |
| 4.  | «Machine Debaser» (Mix de Greg Reely)                                                            | 4:16     |  |
| 5.  | «Invisible Wounds (The Suture Mix)» (Mix de Mike Plotnikoff / Remix de Rhys Fulber)              | 3:46     |  |
| 6.  | «Resurrection (T.L.A. Big Rock Mix)» (Remix de Tom Lord-Alge)                                    | 4:03     |  |
| 7.  | «Edgecrusher (Urban Assault Mix)» (Remix de Rhys Fulber)                                         | 4:34     |  |
| 8.  | «Descent (Falling Deeper Mix)» (Remix de Junkie XL)                                              | 4:36     |  |
| 9.  | «Body Hammer (Colin Richardson Mix)» (Remix de Colin Richardson)                                 | 5:09     |  |
| 10. | «Zero Signal (Colin Richardson Mix)» (Remix de Colin Richardson)                                 | 5:41     |  |
| 11. | «Cars (Numanoid Mix)» (Mix de Dino Cazares, Greg Reely, Rhys Fulber / Voz y letra de Gary Numan) | 3:41     |  |
| 12. | «Dark Bodies (demo)»                                                                             | 3:59     |  |
| 13. | «Replica (en vivo)» (Mix de John Aguto, Thom Panunzio)                                           | 3:59     |  |
| 14. | «Cyberdyne (H-K Hunter Killer)» (Remix de Junkie XL)                                             | 4:28     |  |
| 15. | «Refueled (H-K Hunter Killer)» (Remix de Junkie XL)                                              | 4:37     |  |
| 16. | «Transgenic (New Breed)» (Remix de Technohead)                                                   | 5:42     |  |
| 17. | «Manic Cure» (Mix de DJ Dano, Liza 'N' Eliaz)                                                    | 5:08     |  |
| 18. | «New Breed (Spoetnik Mix)» (Remix de Spoetnik)                                                   | 3:54     |  |